# Heinrich Grube (Jurist)

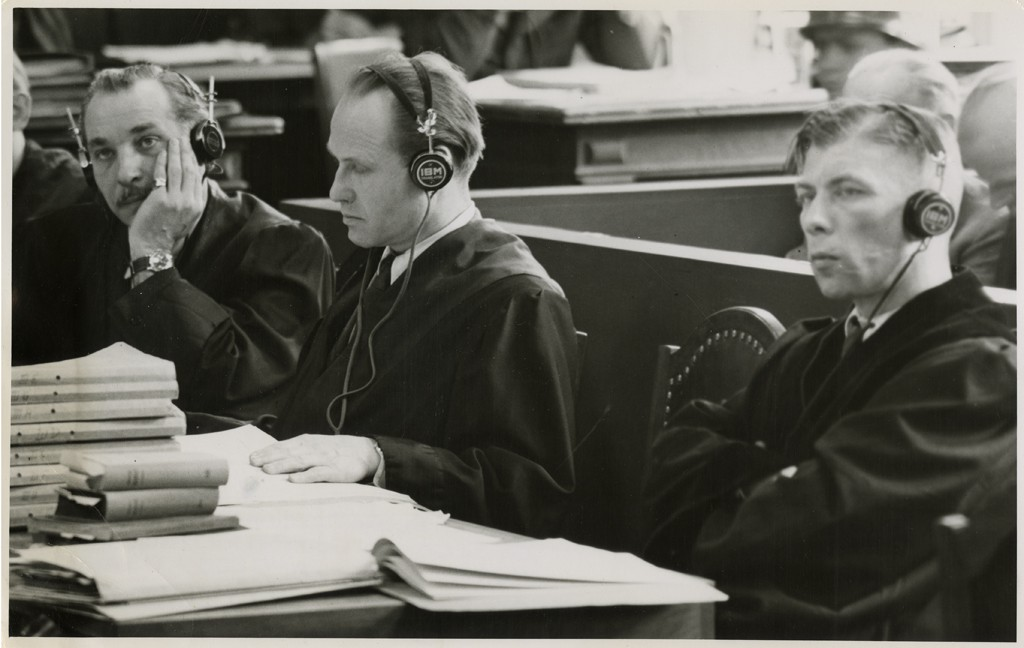
Heinrich Grube (rechts) mit Erich Wandschneider (Mitte) und Alfred Schilf (links) während des Juristen-Prozesses

Heinrich Grube (* 15. Juli 1908 in Nürnberg; † nach 1973) war ein deutscher Jurist, u. a. Verteidiger während der Nürnberger Prozesse.

## Leben
Heinrich Grube studierte an der Universität Erlangen. Zum 1. Mai 1933 trat Grube der NSDAP (Mitgliedsnummer 2.713.721) und 1934 der SS bei. 1934 promovierte er an der Universität Erlangen mit dem Thema Der Einbau der nationalsozialistischen Organisation in den Staat.
Ab 17. Juni 1937 war er verheiratet.
Nach dem Krieg wurde er mit der Kategorie 4 „Mitläufer“ entnazifiziert.
Im Juristenprozess (Fall 3 der Nachfolgeprozesse; USA gegen Josef Altstötter et al.), einem Nachfolgeprozess der Nürnberger Prozesse, welcher von Anfang März 1945 bis Mitte Dezember 1947 dauerte, war er Verteidiger vom ehemaligen Oberreichsanwalt beim Volksgerichtshof Ernst Lautz. Lautz wurde in zwei Anklagepunkten für schuldig befunden und zu 10 Jahren Haft verurteilt. Er wurde Anfang 1951 begnadigt.
Im Wilhelmstraßen-Prozess (Fall 11 der Nachfolgeprozesse; USA gegen Ernst von Weizsäcker et al.), welcher von Januar 1948 bis April 1949 dauerte, war er Verteidiger von Hans Kehrl. Kehrl wurde zu 15 Jahren Haft verurteilt, aber bereits 1951 aus der Haft entlassen.
Nach dem Krieg war er u. a. 1956 städtischer Oberverwaltungsrat und später vom 21. September 1966 bis 1972 als Oberverwaltungsgerichtsrat berufsrichterliches Mitglied des Bayerischen Verfassungsgerichtshofes. Anschließend war er bis zu seinem Ruhestand Ende Juli 1973 Senatspräsident am Bayerischen Verfassungsgerichtshof. Er war auch stellvertretender Präsident des Bayerischen Dienststrafhofes.